# Latonigena
Genre
Latonigena est un genre d'araignées aranéomorphes de la famille des Gnaphosidae.

## Distribution
Les espèces de ce genre se rencontrent en Amérique du Sud.

## Liste des espèces
Selon World Spider Catalog (version 17.5, 06/11/2016) :
- Latonigena auricomis Simon, 1893
- Latonigena beni Ott, Rodrigues & Brescovit, 2012
- Latonigena colombo Ott, Rodrigues & Brescovit, 2012
- Latonigena lami Ott, Rodrigues & Brescovit, 2012
- Latonigena pampa López Carrión & Grismado, 2014
- Latonigena pittieri López Carrión & Grismado, 2014
- Latonigena santana Ott, Rodrigues & Brescovit, 2012
- Latonigena sapiranga Ott, Rodrigues & Brescovit, 2012
- Latonigena taim Ott, Rodrigues & Brescovit, 2012
- Latonigena turvo Ott, Rodrigues & Brescovit, 2012

## Publication originale
- Simon, 1893 : Études arachnologiques. 25e Mémoire. XL. Descriptions d'espèces et de genres nouveaux de l'ordre des Araneae. Annales de la Société Entomologique de France, vol. 62, p. 299-330 (texte intégral).